# Kathedrale von Palmi

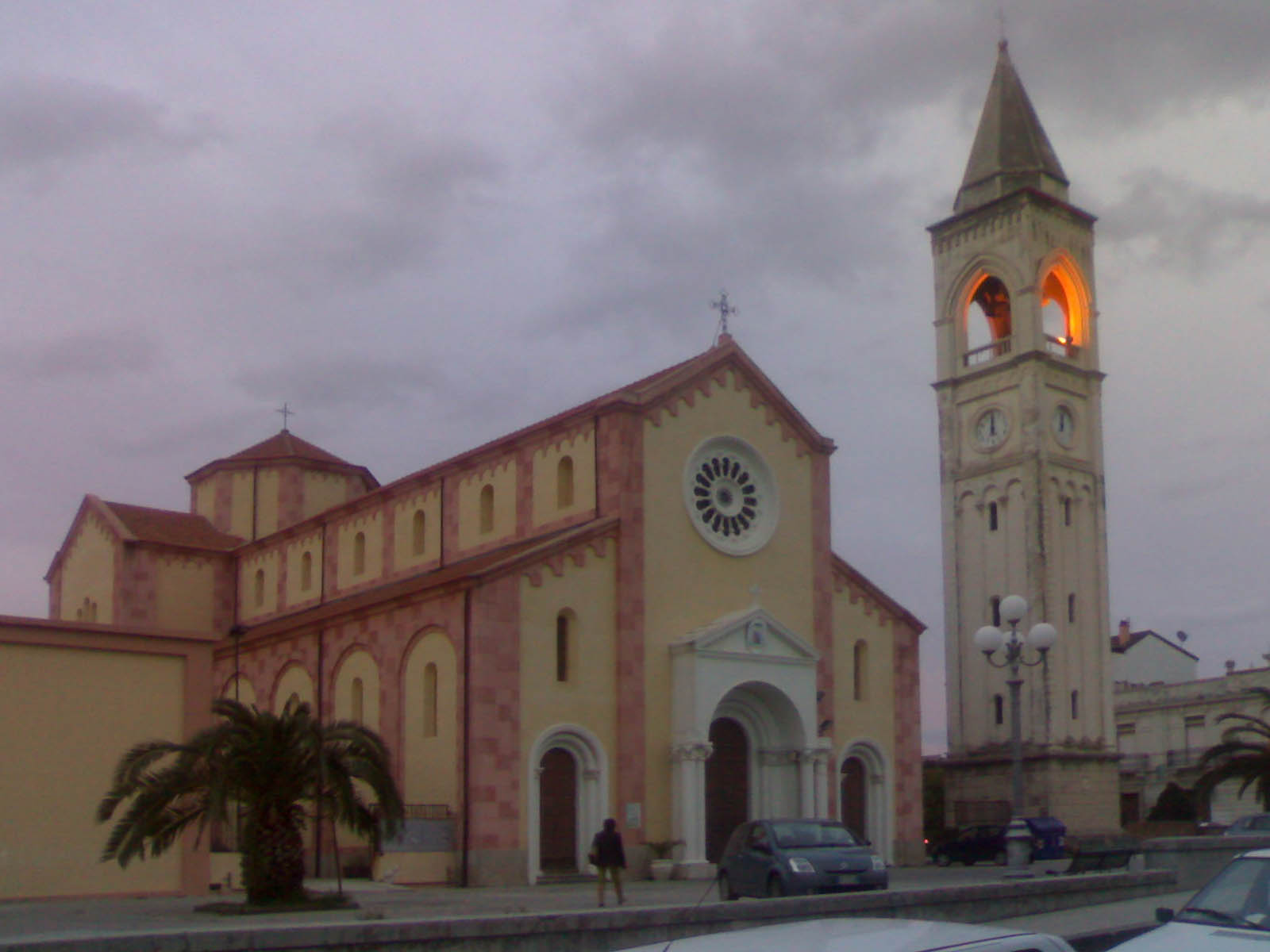
Fassade

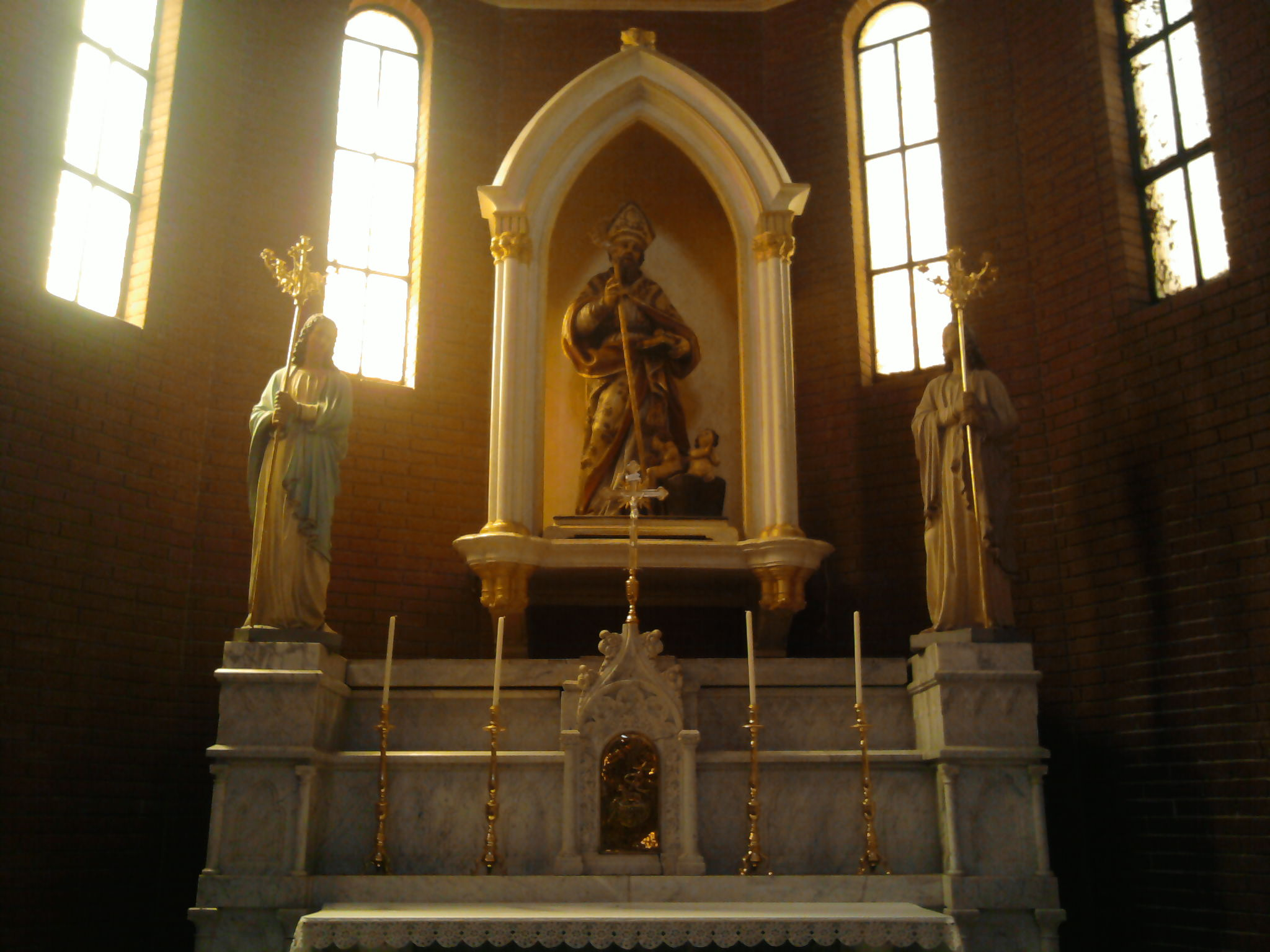
Apsis und die Statue des hl. Nikolaus

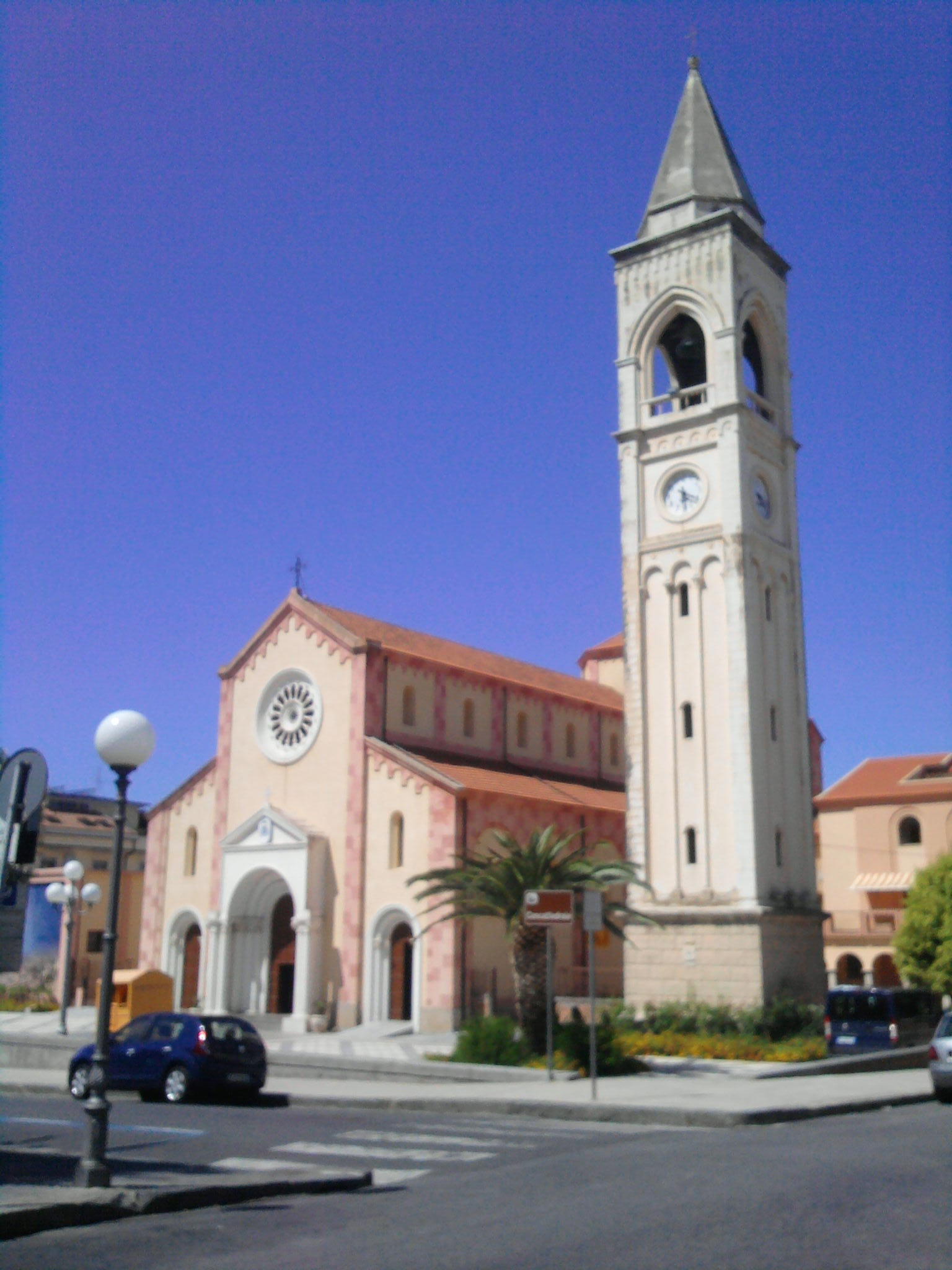
Fassade

Die Kathedrale San Nicola in Palmi ist die Konkathedrale des Bistums Oppido Mamertina-Palmi in der italienischen Region Kalabrien.

## Geschichte
Genaue Berichte über das Alter der Kirche fehlen. Zwischen 1310 und 1311 wurde sie erstmals erwähnt. Davor war St. Nikolaus die einzige Kirche des Ortes. 1532 wurde die Kirche wieder in Schriftstücken erwähnt. 1586 wurde sie als Kirche der Nikolausbrüder nahe der Stadtmauer beschrieben. Im Jahre 1664 wurde dort die Bruderschaft vom Fegefeuer gegründet.
Am 25. August 1741 wurde erhob der Bischof von Milet, Marcello Filomarini, nach Erhalt einer Bulle Papst Benedikts XIII. St. Nikola zur Stiftskirche.
Die durch ein Erdbeben am 5. Februar 1783 zerstörte Kirche wurde 1740 bis 1743 wieder aufgebaut; im März 1786 erfolgten Erweiterungen und Umbauten. Nach erneutem Wiederaufbau nach einem Erdbeben erlitt St. Nikola beim Erdbeben von 1908 wieder schwere Schäden, sodass der Bau 1909 abgerissen wurde.
Der gegenwärtige Bau wurde 1932 konsekriert und der Jungfrau Maria unter der Anrufung Jungfrau vom heiligen Brief geweiht. 1956 wurde der Uhrturm fertiggestellt. Am 10. Juni 1979 wurden mit dem Dekret Quo aptius der italienischen Bischofskonferenz die Gebiete einiger Bistümer neu festgelegt, und das Bistum Oppido-Mamertina wurde zum Bistum Oppido Mamertina-Palmi, mit St. Nikolaus als Konkathedrale des Bistums.

## Gebäude
Die Fassade des neuromanischen Gebäudes ist mit Baldachin, Veranda und einem kleinen Portikus auf vier Säulen ausgestattet. An der linken Seite befindet sich der Glockenturm der Kirche.
Über dem Grundriss eines lateinischen Kreuzes erhebt sich der dreischiffige Saal, an sich zwei Apsiskapellen anschließen, die dem Stadtheiligen St. Nikolaus, und dem Heiligsten Herzen Jesu geweiht sind. Oberhalb der Decke befindet sich eine achteckige fensterlose Kuppel.
An den Wänden der Gänge befinden sich Darstellungen der hll. Josef mit dem Jesuskind (1892), ein Gemälde des Franziskus von Assisi in Anbetung des Kreuzes (1932), eine hölzerne Statue des hl. Joseph mit dem Jesuskind und eine Darstellung der in den Himmel aufgenommenen Muttergottes, beide aus dem 18. Jahrhundert.
Auf dem Marmorhauptaltar befindet sich die Ikone der Jungfrau vom heiligen Brief mit Kind aus dem Jahr 1774. In einer kürzlich erbauten Kapelle befindet sich ein Schrein mit der Reliquie eines Haares der Jungfrau Maria.